# Линейное письмо А
Линейное письмо А — письменность из группы эгейских письменностей. Чтение большинства знаков линейного письма А приблизительно известно, однако язык надписей линейного А остаётся непонятным.

## Общие сведения

### Возникновение и распространение
Возникло около 1800 г. до н. э. из критских иероглифов за счёт упрощения их формы на юге острова (Фест и Агиа-Триада).
Некоторое время употреблялось параллельно с иероглифами: иероглифы дольше сохранялись на севере и востоке, тогда как линейное А возникло на юге (Фест). Линейное письмо А встречается почти исключительно на территории Крита (Фест, Кносс, Агиа-Триада и др.) на протяжении всего новодворцового периода. В отличие от критских иероглифов, это письмо постепенно распространилось также вдоль северо-западного побережья (Кидония), а также (позднее) на Кикладские острова, однако ни одной надписи пока не обнаружено на крайнем юго-западе Крита.
Отдельные краткие надписи Линейным А обнаружены на побережье Анатолии и материковой Греции. Немногочисленные надписи, чья принадлежность к линейному А спорна, обнаружены в Палестине (см. филистимский язык). Возможно, «троянское письмо» также является линейным письмом А.

### Характеристика документов
Материалом для письма служили почти исключительно глиняные таблички, где знаки выдавливались стилом, а также (намного реже) надписи краской на сосудах и ювелирных предметах. На печатях линейное письмо А не употребляется; с исчезновением иероглифов изображения на печатях становятся исключительно рисуночными.
Линейное письмо А использовалось в основном в канцелярских целях. Подавляющее большинство надписей нанесено на таблички из необожжённой глины, часть из которых сохранилась благодаря тому, что была обожжена во время пожара. Некоторые надписи нанесены чернилами на сосудах и других предметах. Форма знаков позволяет предположить, что основным материалом для письма была не глина, а пергамент или подобный ему недолговечный материал.

### Исчезновение и потомки
Около XVI в. до н. э. линейное письмо А исчезает (предположительно после вторжения ахейцев) сначала в Кноссе, но продолжает активно использоваться на юге острова. Примерно 150—200 лет спустя его окончательно вытесняет линейное письмо Б.
Дальнейшим развитием линейного письма А являются линейное письмо Б. Репертуар знаков линейного А, различные варианты написания одних и тех же знаков установлены благодаря коллективным усилиям ряда учёных, среди которых были Эмилия Массон, Джованни Пульезе Каррателли, Гюнтер Нойман, Джон Чедвик, Оливье Массон, Пьеро Мериджи, Уильям Чарльз Брайс, Дэвид Вудли Паккард и в особенности Морис Поуп (последний опубликовал корпус надписей линейным А в соавторстве с Ж. Рэзоном).
Как вероятный потомок Линейного А рассматривалось троянское письмо (известно в двух надписях, обнаруженных Г. Шлиманом), однако большинство исследователей не считают троянские надписи самостоятельным письмом.
Кипро-минойское письмо традиционно считалось произошедшим от линейного письма А. Сильвия Феррара отметила, что временной разрыв между наиболее ранними известными надписями Линейным А и кипро-минойским составляет около 100—150 лет, при этом кипро-минойское письмо с самого начала заметно отличается от Линейного А.
Три знака на одной из критских надписей III в., выполненной греческим алфавитом, ранее идентифицировали как знаки линейного письма А i-pi-ti или i-ne-ti (и тот, и другой варианты имеют аналоги в надписи, выполненной греческими буквами), однако в настоящее время эта надпись рассматривается как подделка.

## Изучение

### Открытие
Надписи открыты А. Эвансом в конце XIX в. К 1920-м гг. было обнаружено несколько сот надписей (часть погибла во время археологических раскопок — глина, залитая дождём, размякла). Эванс намеренно затягивал публикацию надписей, намереваясь расшифровать их самостоятельно; небольшое количество было опубликовано в его трудах Scripta Minoa и The Palace of Minos до начала 2-й мировой войны. После того, как швед Й. Сундвалл в нарушение договорённости с Эвансом опубликовал несколько десятков надписей, Эванс отказал ему и другим учёным в дальнейшем доступе к неопубликованным надписям.
Уже Эванс смог надёжно идентифицировать не менее половины знаков линейного письма А со знаками последующего линейного письма Б, а также установил слоговую природу письма. Он также отметил, что некоторые слова (предположительно имена) повторяются в надписях обеими письменностями, однако с различными окончаниями.
Дешифровки, которые предложили в 1940-х гг. Б. Грозный, Э. Зиттиг, В. Георгиев и ряд других исследователей, были основаны на механическом сравнении формы знаков с другими письменностями, без попытки логического анализа надписей.

### После дешифровки Линейного письма Б
В начале 1950-х гг. М. Вентрис дешифровал линейное письмо Б, установив, что его надписи были выполнены на древнегреческом языке. Подстановка значений знаков, имевших сходное начертание в линейном письме А, позволила уже тогда прочесть большинство надписей, однако язык их оказался непонятен. Ряд особенностей орфографии надписей линейным письмом Б позволяла утверждать, что письмо первоначально создавалось для другого языка, не имевшего ничего общего с греческим, и вероятно, не индоевропейского.
Несмотря на то, что и Вентрис, и последователи допускали возможность различий в произношении сходных знаков линейного письма А и Б (например, ввиду различной фонетики языков, которые передавали эти письменности), наличие большого количества лексических совпадений говорит о регулярности соответствий и об обоснованности сопоставлений знаков, имеющих одинаковое написание.
Исследователи второй половины XX в. в основном завершили работу по систематизации надписей линейным письмом А. Были установлены аллографы (различные варианты начертания) большинства знаков, составлен список слов, уточнено словоделение в ряде надписей. Для большинства знаков окончательно установлены соответствия в линейном письме Б (при жизни Вентриса около 30-40 % знаков считались «не имеющими аналогов в линейном письме Б».
В 1961 г. Уильям Чарльз Брайс опубликовал первый анализ надписей линейным А, основанный на довольно небольшом количестве текстов. В 1976 г. Дэвид Вудли Паккард опубликовал основательное исследование по морфологии надписей линейным письмом А с применением методов компьютерного анализа. Почти сразу после него Ж. Рэзон и М. Поуп издали полный свод надписей линейным А с текстологическим и статистическим анализом, однако из-за неудобного формата и непривычной нумерации знаков их корпус цитируется намного реже, чем другой корпус, известный под акронимом GORILA, который издали Л. Годар и Ж. П. Оливье — предложенная ими нумерация преобладает в современных публикациях.
Основные исследователи второй половины XX века:
- Гюнтер Нойман, Джованни Пульезе Каррателли, Эмилия Массон, Фриц Шахермайр, Эмилио Перуцци, Альфред Хойбек — первые аналитические работы по надписям линейным письмом А.
- Морис Поуп — систематизировал и опубликовал корпус надписей линейным письмом А, установил различные формы написания знаков. Пользовался иной нумерацией знаков, чем принятая большинством в настоящее время.
- Луи Годар, Жан-Пьер Оливье — корпус Годара-Оливье, известный как GORILA. Большинство современных исследователей опираются на их корпус, а не на корпус Поупа.
- Сайрус Гордон, Ян Бест, Фред Ваудхайзен — неудачные попытки истолковать минойские надписи на основе сравнения с семитскими языками.
- Дэвид Вудли Паккард — провёл компьютерный анализ текстов Линейным А, позволивший выявить морфологию и другие закономерности языка.
- Александр Учитель (Хайфа-Иерусалим) — структурный анализ табличек Линейного А.

### На постсоветском пространстве
В СССР (России) проблемами дешифровки надписей линейного письма А занимались С. Лурье, В. Шеворошкин, А. Кондратов, А. Молчанов, Н. Н. Казанский и др. Их исследования, однако, остались практически незамеченными за пределами бывшего СССР. Из современных российских исследователей отдельные соображения по лексике и морфологии текстов линейным А высказывали В. Гейшерик и С. А. Яцемирский.

### Современные исследования
В начале 2000 г. онлайн-корпус надписей линейным письмом А с грамматическим анализом опубликовал Джон Янгер, периодически обновляющий свой сайт. Одновременно в своём блоге венгерский исследователь Андраш Зеке также активно публиковал исследования текстов линейного А.
В 2012 (опуб. 2020) Барбара Монтекки предложила классификацию надписей Линейным А по их тематике и содержанию.
Современные исследователи:
- Джон Янгер — постоянно обновляет в Интернете базу данных текстов Линейным А и критскими иероглифами с грамматическим комментарием.
- Андраш Зеке — вёл блог с исследованием текстов Линейным письмом А и иероглифами.
- Франческо Сольдани — предложил связную реконструкцию эволюции знаков всех эгейских письменностей[9].
- Маргалит Финкельберг — исследует эгейские письменности в контексте истории древнего Средиземноморья.
- Йорг Вайльгартнер.
- Оксана Левицки (Франция).
- Иво Хайнал (Австрия — Швейцария).
- Хелена Томас (Хорватия — Великобритания).
- Барбара Монтекки
- Ив Дюу
- Малгоржата Задка (Польша — Великобритания)
- Роз Томас (Великобритания)

В начале XXI века большинство исследований по эгейским письменностям сосредоточено в Оксфорде, где регулярно происходят семинары и конференции на указанную тематику.

## Характеристика
По характеру линейное письмо А является смешанным. Около 80 знаков являются открыто-слоговыми, ещё несколько сот — идеограммами. Часть идеограмм представляют собой лигатуры (слитные написания нескольких знаков линейного А), об их значении можно предположить из употребления аналогичных лигатур в текстах линейного письма Б.
Начертание знаков свидетельствует о том, что письмо было предназначено для написания чернилами на мягком материале (что коренным образом отличало его от линейного Б, все известные надписи которым представлены исключительно глиняными табличками). Тем не менее большинство дошедших текстов (канцелярского характера) выполнено на глиняных табличках.
Дошедшие до нас памятники в основном представляют собой учётно-бухгалтерские перечни имущества, так же, как и большинство надписей линейным письмом Б. Благодаря многочисленным идеограммам структура надписей в основном понятна, относительно надёжно идентифицировано несколько десятков слов (названия растений, личные имена, топонимы, слова «итого» («всего») и «недостача»).
Характерные отличия от более позднего (дешифрованного) линейного Б:
- наличие знаков для дробей
- отсутствие идеограмм для скота
- в найденных до настоящего времени надписях отсутствует не менее половины знаков для серии с гласной -o. Тот факт, что знаки данной серии линейного письма Б имеют прототипы среди иероглифов, а также аналоги в более позднем кипрском письме, говорит, что, скорее всего, знаки существовали, однако употреблялись крайне редко. Аналогичным образом, лишь недавно в линейном А был обнаружен аналог знака nwa линейного Б, а аналоги некоторым другим слоговым знакам не обнаружены до сих пор.

### Состав знаков
Благодаря сходству с линейным письмом Б чтение большинства знаков линейного письма А приблизительно известно, однако язык надписей линейного А остаётся непонятным. Остаётся много вопросов по поводу адекватности чтения знаков данного письма, так как язык надписей линейным Б радикально отличался по фонетике и грамматике от языка линейного письма А.
| Линейное письмо А: перечень знаков и нумерация по Э. Беннетту. Эта же нумерация используется в корпусе Годара-Оливье GORILA Существует также редко используемая нумерация Резона-Поупа. Чтение знаков — по аналогии с линейным Б | Линейное письмо А: перечень знаков и нумерация по Э. Беннетту. Эта же нумерация используется в корпусе Годара-Оливье GORILA Существует также редко используемая нумерация Резона-Поупа. Чтение знаков — по аналогии с линейным Б | Линейное письмо А: перечень знаков и нумерация по Э. Беннетту. Эта же нумерация используется в корпусе Годара-Оливье GORILA Существует также редко используемая нумерация Резона-Поупа. Чтение знаков — по аналогии с линейным Б | Линейное письмо А: перечень знаков и нумерация по Э. Беннетту. Эта же нумерация используется в корпусе Годара-Оливье GORILA Существует также редко используемая нумерация Резона-Поупа. Чтение знаков — по аналогии с линейным Б | Линейное письмо А: перечень знаков и нумерация по Э. Беннетту. Эта же нумерация используется в корпусе Годара-Оливье GORILA Существует также редко используемая нумерация Резона-Поупа. Чтение знаков — по аналогии с линейным Б | Линейное письмо А: перечень знаков и нумерация по Э. Беннетту. Эта же нумерация используется в корпусе Годара-Оливье GORILA Существует также редко используемая нумерация Резона-Поупа. Чтение знаков — по аналогии с линейным Б | Линейное письмо А: перечень знаков и нумерация по Э. Беннетту. Эта же нумерация используется в корпусе Годара-Оливье GORILA Существует также редко используемая нумерация Резона-Поупа. Чтение знаков — по аналогии с линейным Б | Линейное письмо А: перечень знаков и нумерация по Э. Беннетту. Эта же нумерация используется в корпусе Годара-Оливье GORILA Существует также редко используемая нумерация Резона-Поупа. Чтение знаков — по аналогии с линейным Б | Линейное письмо А: перечень знаков и нумерация по Э. Беннетту. Эта же нумерация используется в корпусе Годара-Оливье GORILA Существует также редко используемая нумерация Резона-Поупа. Чтение знаков — по аналогии с линейным Б | Линейное письмо А: перечень знаков и нумерация по Э. Беннетту. Эта же нумерация используется в корпусе Годара-Оливье GORILA Существует также редко используемая нумерация Резона-Поупа. Чтение знаков — по аналогии с линейным Б | Линейное письмо А: перечень знаков и нумерация по Э. Беннетту. Эта же нумерация используется в корпусе Годара-Оливье GORILA Существует также редко используемая нумерация Резона-Поупа. Чтение знаков — по аналогии с линейным Б | Линейное письмо А: перечень знаков и нумерация по Э. Беннетту. Эта же нумерация используется в корпусе Годара-Оливье GORILA Существует также редко используемая нумерация Резона-Поупа. Чтение знаков — по аналогии с линейным Б |
| *01-*20 | *01-*20 | *21-*30 | *21-*30 | *31-*53 | *31-*53 | *54-*74 | *54-*74 | *76-*122 | *76-*122 | *123-*306 | *123-*306 |
| --- | --- | --- | --- | --- | --- | --- | --- | --- | --- | --- | --- |
| | DA *01 | | QI *21 | | SA *31 | | WA *54 | | *76 | | *123 |
| | RO *02 | | *21f | | *34 | | *55 | | KA *77 | | *131a |
| | PA *03 | | *21m | | TI *37 | | PA3 *56 | | QE *78 | | *131b |
| | TE *04 | | MI? *22 | | E *38 | | JA *57 | | ZU? WO2? (Мелена) *79 | | *131c |
| | *05 | | *22f | | PI *39 | | SU *58 | | MA *80 | | *164 |
| | NA *06 | | *22m | | WI *40 | | TA *59 | | KU *81 | | *171 |
| | DI *07 | | MU *23 | | SI *41 | | RA *60 | | *82 | | *180 |
| | A *08 | | *23m | | KE *44 | | O *61 | | *85 | | *188 |
| | S *09 | | NE *24 | | *45 | | JU *65 | | *86 | | *191 |
| | *10 | | RU *26 | | *46 | | TA2 *66 | | TWE *87 | | *301 |
| | *11 | | RE *27 | | *47 | | KI *67 | | *100/ *102 | | *302 |
| | ME *13 | | I *28 | | *49 | | TU *69 | | *118 | | *303 |
| | QA2 *16 | | *28b | | PU *50 | | *70 | | *120 | | *304 |
| | ZA *17 | | *29 | | DU *51 | | MI *73 | | *120b | | *305 |
| | ZO *20 | | NI *30 | | *53 | | ZE *74 | | *122 | | *306 |

## Галерея

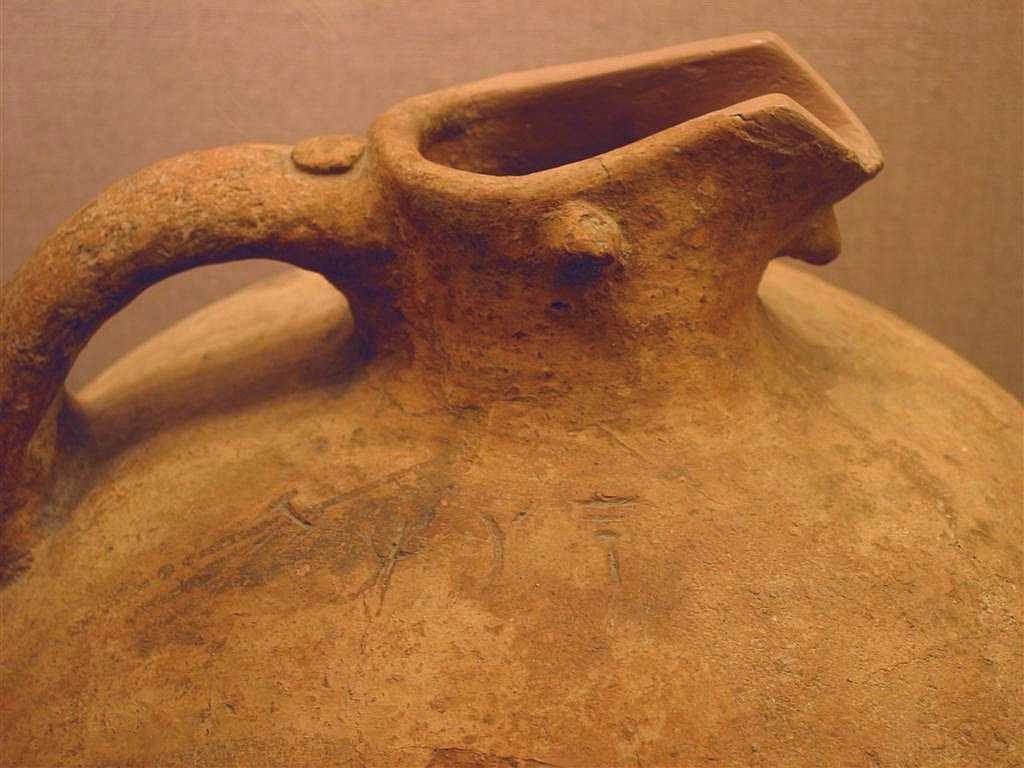
Линейное письмо А, вырезанное на вазе, найденной в Акротири.
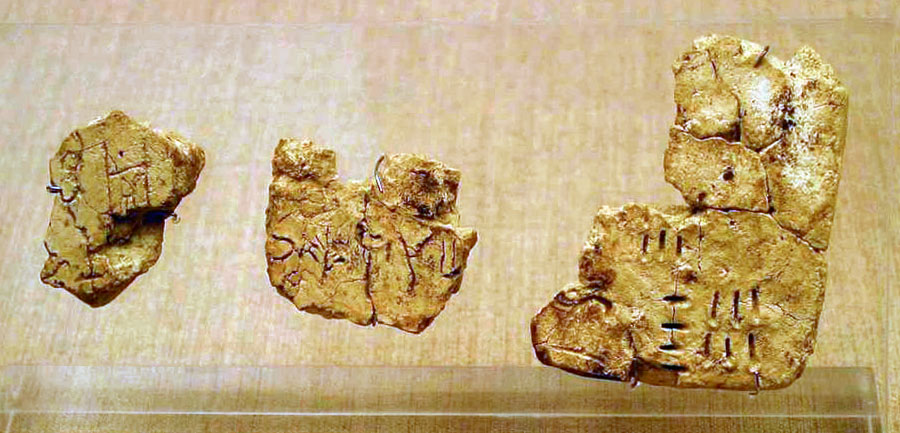
Линейное письмо А, вырезанное на табличках.
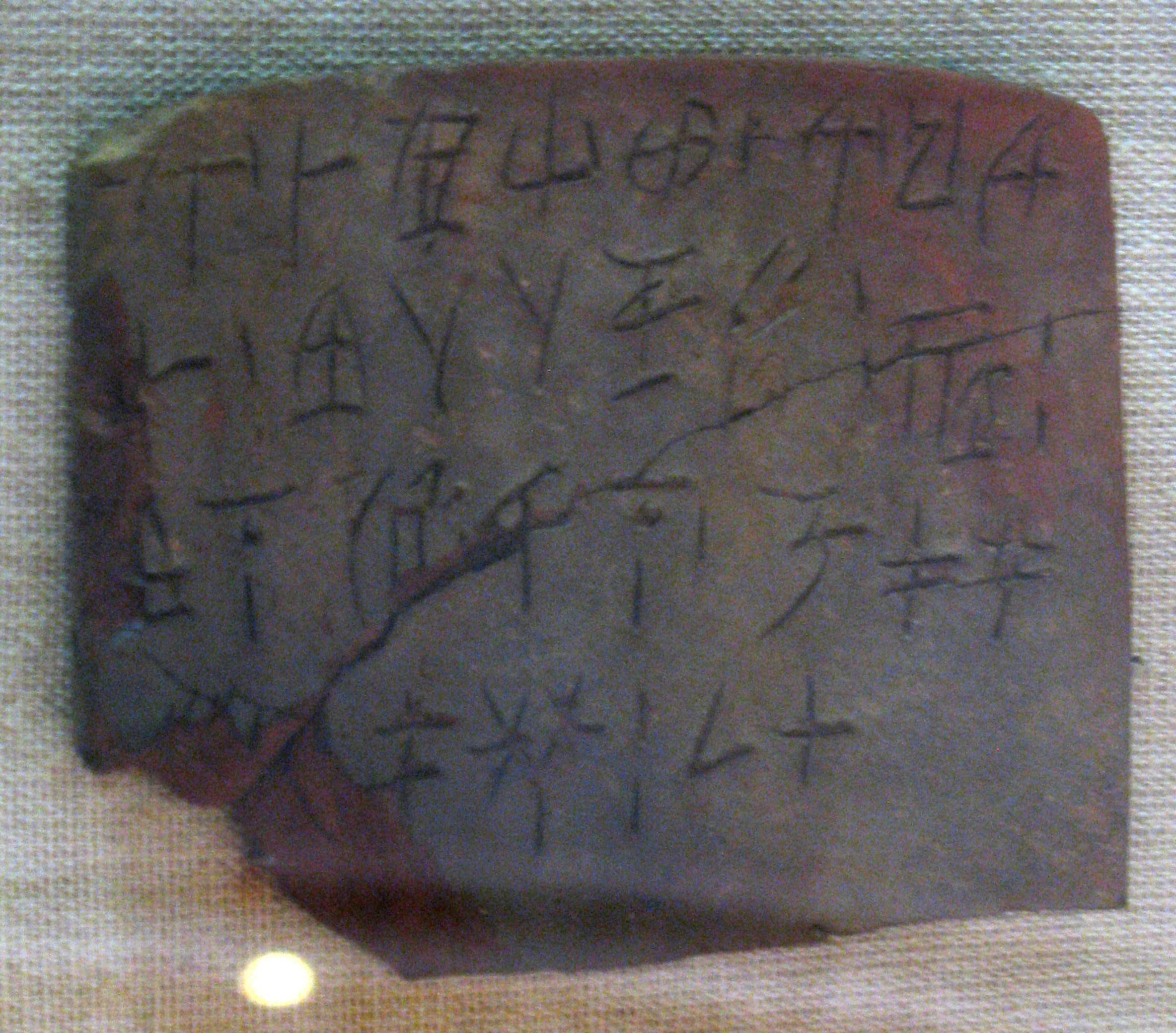
Еще одна табличка с линейным письмом А.

### Корпуса надписей
- Douros, A. Полный корпус надписей Линейным А с прорисовкой табличек
- Younger, John. Linear A Texts (в транслитерации и нумерованной записи, со перечнями слов)
- Younger, John. Bibliography

### Обзорные материалы
- Критские письменности II тыс. до н. э.
- Линейное А (на английском языке)
- Omniglot
- Нойман Г. О языке критского линейного письма А
- Поуп М. Линейное письмо А и проблема эгейской письменности
- Zadka, Malgorzata. Pismo linearne A (fragmenty dysertacji).
- Zeke, Andras. Minoan language blog
- https://web.archive.org/web/20150424114938/http://minoan.deaditerranean.com/

### Попытки интерпретации языка
- Crete-Minos-Linear A (Hubert La Marle) (недоступная ссылка)
- DAIDALIKA — Scripts and Languages of Minoan and Mycenaean Crete Архивная копия от 18 июля 2011 на Wayback Machine* DAIDALIKA — Scripts and Languages of Minoan and Mycenaean Crete Архивная копия от 18 июля 2011 на Wayback Machine